# Fausto Sozzini

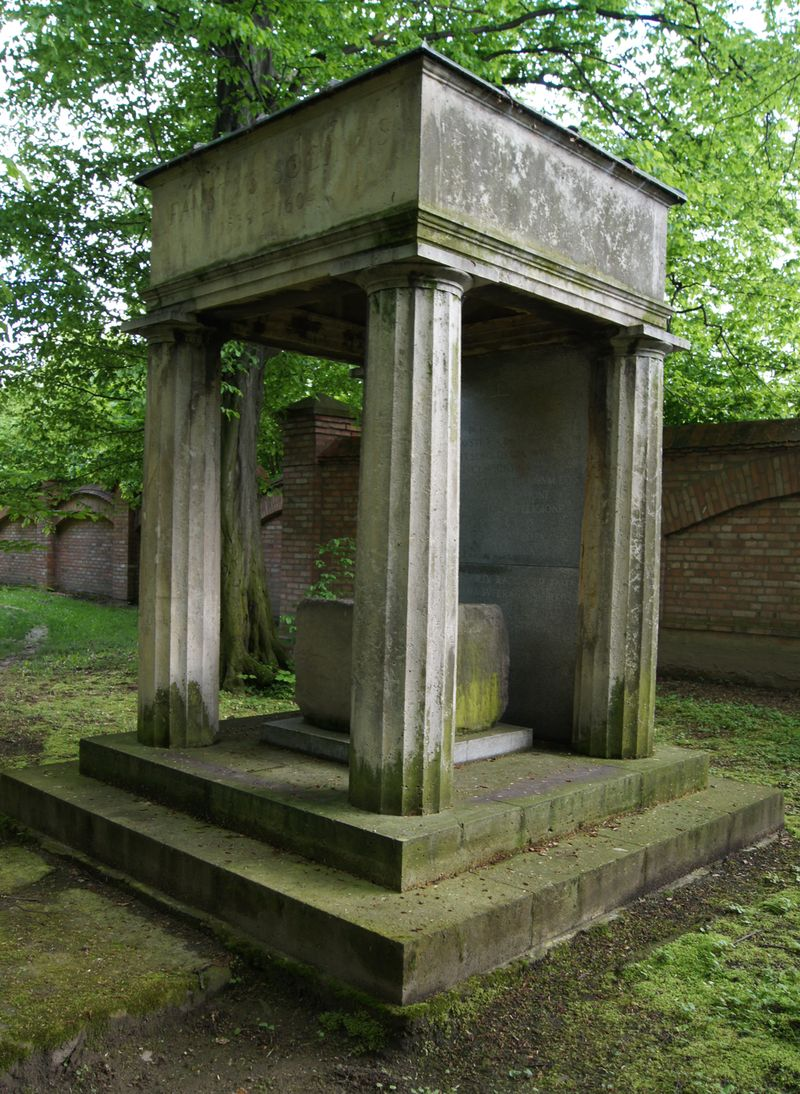
Sozziniho hrobka v Lusławicích

Fausto Paolo Sozzini, latinsky Faustus Socinus, polsky Faust Socyn (5. prosince 1539 Siena – 4. dubna 1604 Lusławice) byl italský teolog a filosof působící v Polsku. Byl zakladatelem tzv. socianismu, učení založeném na antitrinitářství, racionálním výkladu Bible, náboženské toleranci a pacifismu. Jeho klíčovým spisem bylo De statu primi homini ante lapsum (O stavu prvních lidí před pádem, 1575-1578).

## Život
Narodil se v bohaté rodině. Otec mu zemřel ještě v jeho dětství, vychovávali ho pak strýcové, jednak liberální katolík Celso Sozzini a zejména pak významný humanista Lelio (Laelius Socinus), který ho velmi ovlivnil. V roce 1557 začal studovat na akademii Intronati, která se specializovala na právní vzdělání, ale právnická kariéra mu nebyla dopřána, neboť se o něj brzy začala zajímat inkvizice (vyšetřovala i jeho strýce). Proto Fausto raději odešel do Lyonu (strýc Lelio do Curychu). Po smrti Lelia v roce 1562 načas žil v Curychu, aby vypořádal strýcovu pozůstalost. V ní našel Fausto mnoho nepublikovaných spisů, z nichž pak čerpal ve svém vlastním díle.
Roku 1563 se vrátil do Itálie, aby ve Florencii přijal místo sekretáře toskánské vévodkyně Isabelly Medicejské. Avšak Isabella v roce 1575 zemřela a Faustovi v Itálii opět hořela půda pod nohama. Odešel tedy do Basileje. Zde napsal svou první významnou práci: De Jesu Christo servatore (O Ježíši Kristu Spasiteli, 1578). Odmítl v ní tradiční učení o Kristově smrti jakožto vykoupení z prvotního hříchu.
Spis zaujal podobně naladěného Giorgia Biandratu, který pak pozval Fausta na návštěvu Sedmihradska, kde v té době žil. Sliboval si od toho, že se Faustus stane jakýmsi smírčím soudcem mezi ním a vůdcem antitrinitářské církve Ferencem Dávidem (v Sedmihradsku za vlády Jana II. Zikmunda Zápolského vznikla na krátký čas pozoruhodně svobodná náboženská situace, která umožnila i takovýmto skupinám veřejně působit). Dávid se od antitrinitářství dostal až k tomu, že by se Kristu neměla vzdávat jakákoli úcta, s čímž Biandrata nesouhlasil. Sozzini souhlasil, že invocatio Christi (vzývání Krista) může mít modloslužebnou povahu, ale přesvědčoval Dávida, že alespoň vnitřní adoratio Christi je pro křesťana nezbytné. Dávid však setrval na svém stanovisku a byl uvězněn na hradě Deva, kde brzy zemřel.
To už však Socinus působil v polském Krakově, který se stal jeho novým domovem. Zde začal formovat specifickou verzi polské reformace. Založil malou antitrinitářskou církev Ecclesia minor, byť se sám členem této církve nestal. S ostatními zakladateli se totiž nepohodl v otázce křtu. Sozziniova skupina vyžadovala nový křest v dospělosti, Sozzini tvrdil, že křest nebyl apoštoly nikdy předepsán a smysl u dospělých má maximálně při konverzi. Časem polská reformace toto stanovisko akceptovala.
V roce 1583 Krakov opustil, když se v něm po nástupu krále Štěpána Báthoryho necítil bezpečně. Uchýlil se do vsi Pawlikowice, pod ochranu šlechtice Christophera Morsztyna. Jeho dceru Elisabetu si v roce 1586 vzal za ženu. Rok poté sice zemřela, ale porodila mu ještě dceru Agnesu. Vrátil se pak do Krakova, avšak v roce 1598 ho v jeho vlastním bytě napadl dav opilých studentů. Byt zapálili a jemu tak shořelo mnoho rukopisů. Poté čím dál méně tolerantní Krakov definitivně opustil a uchýlil se k přátelům do obce Lusławice, kousek od Krakova. Zde roku 1604 zemřel.
Jeho stoupenci, kteří si začali říkat sociniáni, v Polsku zakořenili, jejich centrem se stalo město Raków. Na základě Sozziniho nedokončeného díla Christiane religionis institutio sepsali svůj závazný kodex, tzv. Rakovský katechismus. Z Polska byli vypuzeni definitivně až roku 1660. Odešli pak do protestantských zemí, například Nizozemska, kde Sozziniho vnuk Andrzej Wiszowaty uspořádal a vydal dědovy sebrané spisy pod názvem Bibliotheca fratrum polonorum. "Polští bratři" bylo totiž označení, které se po odchodu z Polska pro sociniány ujalo. V protestantském prostředí byli Polští bratři poměrně doma, byť se nedá říci, že by se s ostatními evangelickými konfesemi shodovali - odmítali například kalvínské dogma o předurčení. Také jejich zásada, že Bible má být zdrojem víry jen tehdy, pokud se neprotiví rozumu, byla pro mnohé jiné protestanty mimořádným radikalismem. Výjimečným byl také jejich zásadní pacifismus, neboť Sozzini učil, že každá válka i každé násilné zmaření lidského života jsou neomluvitelné. Sociniáni jsou někdy považováni za zakladatele či předchůdce unitářství.
Římskokatolická církev zařadila v roce 1757 spis Bibliotheca fratrum polonorum na Index zakázaných knih.